# Kosmos 2232
Kosmos 2232, ruski satelit upozorenja iz programa Kosmos. Vrste je Oko (br. 6063). 
Lansiran je 26. siječnja 1993. godine u 15:55 s kozmodroma Pljesecka, sa startnog kompleksa br.16/2. Lansiran je u visoku orbitu oko Zemlje raketom nosačem Molnija-M 8K78M/2BL. Orbita mu je 614 km u perigeju i 39.734 km u apogeju. Orbitna inklinacija je 62,76°. COSPARova oznaka je 1993-006-A.  Spacetrackov kataloški broj je 22321. Zemlju obilazi u 717,64 minute. Pri lansiranju bio je mase 1900 kg.
Dio skupine satelita Oko i pokrivao je ravninu od 4 do 34 stupnja dužine rastućeg čvora.

## Vanjske poveznice
- N2YO.com Search Satellite Database
- Celes Trak SATCAT Format Documentation (engl.)
- Planet4589.org Tablični prikaz podataka o satelitima
- Planet4589.org Launchlog
- Kunstman  Arhivirana inačica izvorne stranice od 12. kolovoza 2019. (Wayback Machine) Satellites in Orbit (engl.)